# Oscar de la meilleure actrice

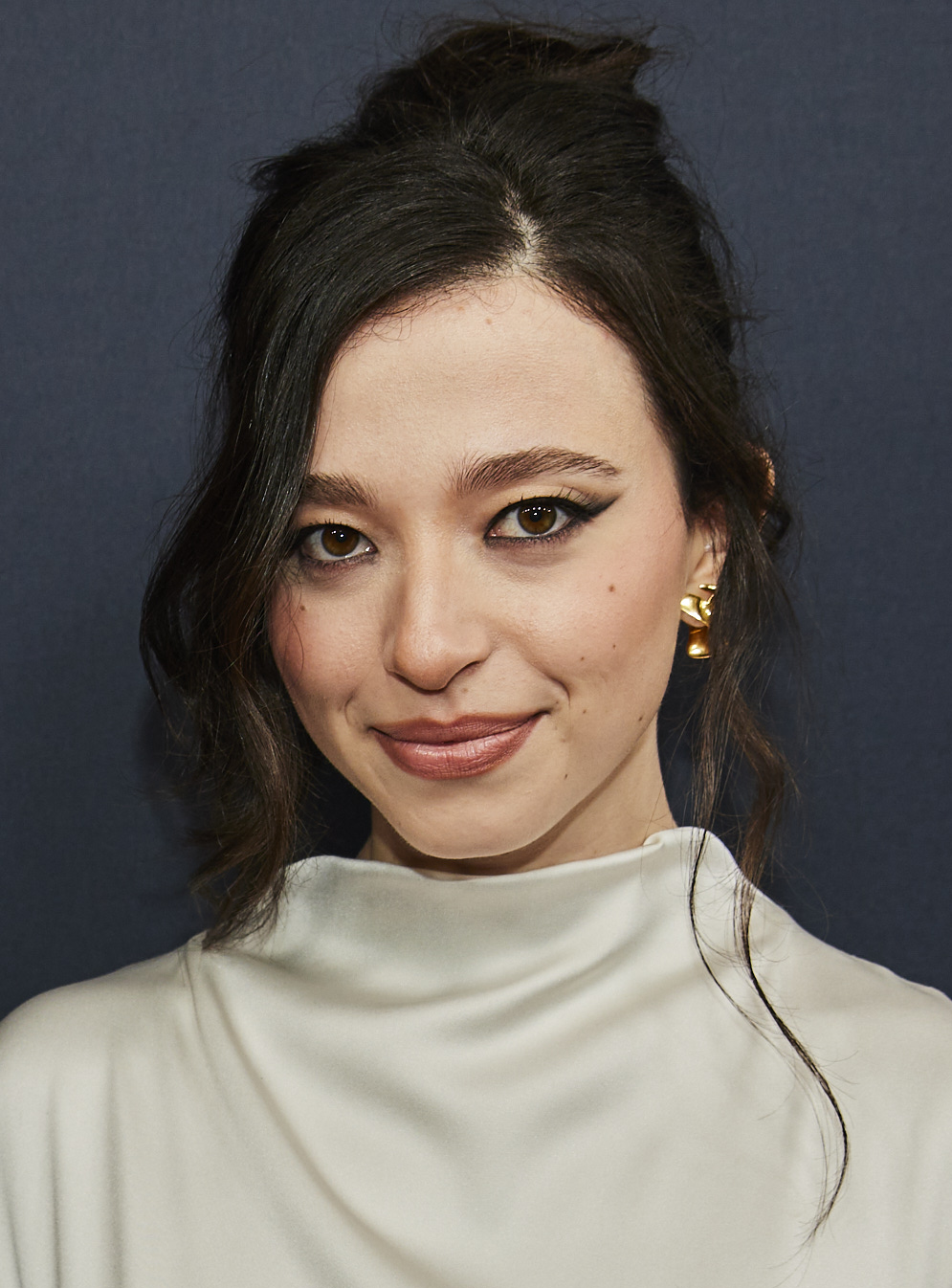
Mikey Madison remporte le prix de la meilleure actrice aux Oscars 2025 pour son rôle dans Anora.

Ne doit pas être confondu avec Oscar du meilleur acteur.
L'Oscar de la meilleure actrice (Academy Award for Best Actress in a Leading Role) est une récompense cinématographique américaine décernée annuellement par l'Academy of Motion Picture Arts and Sciences (AMPAS). Ce prix récompense le travail d’interprétation d’une actrice, jugé comme étant le meilleur de l’année écoulée, dans un film où elle tient le premier rôle. La récompense est généralement présentée par le gagnant de l'Oscar du meilleur acteur de l'année précédente.
Les nominations sont décidées par scrutin à vote unique transférable par les acteurs et actrices membres de l’Académie. La lauréate est élue par majorité relative par tous les membres de l’Académie.
La première cérémonie à présenter l'Oscar de la meilleure actrice se tient en 1929 et Janet Gaynor est récompensée pour ses rôles dans L'Heure suprême, L'Ange de la rue et L'Aurore. Pendant les trois premières cérémonies, les actrices étaient nommées pour tout leur travail durant la période de qualification, certaines représentant ainsi jusqu'à trois films. Cependant, pendant la troisième cérémonie des Oscars, en 1930, seulement un des films était cité pour présenter la nomination d'une actrice. L'année suivante, ce système confus est remplacé par le système actuel dans lequel une actrice est nommée pour une performance spécifique dans un unique film. La neuvième cérémonie des Oscars, en 1937, limite le nombre de nominations annuelles à cinq actrices.
Katharine Hepburn est la comédienne la plus récompensée par l'Oscar de la meilleure actrice avec quatre récompenses gagnées, suivie par Frances McDormand avec trois trophées.
Meryl Streep est l'actrice la plus nommée à l'Oscar de la meilleure actrice, avec dix-sept nominations.
Marlee Matlin, à 21 ans, et Jessica Tandy, à 80 ans, sont respectivement l'actrice la plus jeune et la plus âgée à avoir remporté l'Oscar de la meilleure actrice.
Jeanne Eagels est la seule actrice à avoir été nommée à titre posthume.
L'actrice Michelle Yeoh est la première actrice asiatique à avoir remporté ce prix.

## Palmarès
Note : L’année indiquée est celle de la cérémonie, récompensant les films sortis au cours de l’année précédente. Les lauréates sont indiquées en tête de chaque catégorie, en jaune et en caractères gras.

### Années 1920
| Année | Actrice        | Rôle           | Film               |
| ----- | -------------- | -------------- | ------------------ |
| 1929  | Janet Gaynor   | Diane          | L'Heure suprême    |
| 1929  | Janet Gaynor   | Angela         | L'Ange de la rue   |
| 1929  | Janet Gaynor   | La femme       | L'Aurore           |
| 1929  | Louise Dresser | Mme Pleznik    | Sa nouvelle patrie |
| 1929  | Gloria Swanson | Sadie Thompson | Faiblesse humaine  |

### Années 1930
| Année         | Actrice           | Rôle                                    | Film                           |
| ------------- | ----------------- | --------------------------------------- | ------------------------------ |
| Avril 1930    | Mary Pickford     | Norma Besant                            | Coquette                       |
| Avril 1930    | Ruth Chatterton   | Jacqueline Floriot                      | Madame X                       |
| Avril 1930    | Betty Compson     | Carrie                                  | The Barker                     |
| Avril 1930    | Jeanne Eagels     | Leslie Crosbie                          | The Letter                     |
| Avril 1930    | Corinne Griffith  | Emma Hamilton                           | La Divine Lady                 |
| Avril 1930    | Bessie Love       | Hank Mahoney                            | Broadway Melody                |
| Novembre 1930 | Norma Shearer     | Jerry Bernard Martin                    | La Divorcée                    |
| Novembre 1930 | Nancy Carroll     | Hallie Hobart                           | The Devil's Holiday            |
| Novembre 1930 | Ruth Chatterton   | Sarah Storm                             | Sarah and Son                  |
| Novembre 1930 | Greta Garbo       | Anna Christie                           | Anna Christie                  |
| Novembre 1930 | Greta Garbo       | Madame Rita Cavallini                   | Romance                        |
| Novembre 1930 | Norma Shearer     | Lucia Marlett                           | Their Own Desire               |
| Novembre 1930 | Gloria Swanson    | Marion Donnell                          | L'Intruse                      |
| 1931          | Marie Dressler    | Min Divot                               | Min and Bill                   |
| 1931          | Marlene Dietrich  | Mademoiselle Amy Jolly                  | Cœurs brûlés                   |
| 1931          | Irene Dunne       | Sabra Cravat                            | La Ruée vers l'Ouest           |
| 1931          | Ann Harding       | Linda Seton                             | Holiday                        |
| 1931          | Norma Shearer     | Jan Ashe                                | Âmes libres                    |
| 1932          | Helen Hayes       | Madelon Claudet                         | La Faute de Madelon Claudet    |
| 1932          | Marie Dressler    | Emma Thatcher Smith                     | Emma                           |
| 1932          | Lynn Fontanne     | L'actrice                               | The Guardsman                  |
| 1934          | Katharine Hepburn | Eva Lovelace                            | Gloire éphémère                |
| 1934          | May Robson        | Apple Annie                             | Grande Dame d'un jour          |
| 1934          | Diana Wynyard     | Jane Marryot                            | Cavalcade                      |
| 1935          | Claudette Colbert | Ellie Andrews                           | New York-Miami                 |
| 1935          | Bette Davis       | Mildred Rogers                          | L'Emprise                      |
| 1935          | Grace Moore       | Mary Barrett                            | Une nuit d'amour               |
| 1935          | Norma Shearer     | Elizabeth Barrett                       | Miss Barrett                   |
| 1936          | Bette Davis       | Joyce Heath                             | L'Intruse                      |
| 1936          | Elisabeth Bergner | Gemma Jones                             | Tu m'appartiens                |
| 1936          | Claudette Colbert | Jane Everest                            | Mondes privés                  |
| 1936          | Katharine Hepburn | Alice Adams                             | Désirs secrets                 |
| 1936          | Miriam Hopkins    | Becky Sharp                             | Becky Sharp                    |
| 1936          | Merle Oberon      | Kitty Vane                              | L'Ange des ténèbres            |
| 1937          | Luise Rainer      | Anna Held                               | Le Grand Ziegfeld              |
| 1937          | Irene Dunne       | Theodora Lynn / Caroline Adams          | Theodora devient folle         |
| 1937          | Gladys George     | Carrie Snyder                           | Valiant Is the Word for Carrie |
| 1937          | Carole Lombard    | Irene Bullock                           | Mon homme Godfrey              |
| 1937          | Norma Shearer     | Juliette Capulet                        | Roméo et Juliette              |
| 1938          | Luise Rainer      | O-Lan                                   | Visages d'Orient               |
| 1938          | Irene Dunne       | Lucy Warriner                           | Cette sacrée vérité            |
| 1938          | Greta Garbo       | Marguerite Gautier                      | Le Roman de Marguerite Gautier |
| 1938          | Janet Gaynor      | Esther Victoria Blodgett / Vicki Lester | Une étoile est née             |
| 1938          | Barbara Stanwyck  | Stella Martin Dallas                    | Stella Dallas                  |
| 1939          | Bette Davis       | Julie Marsden                           | L'Insoumise                    |
| 1939          | Fay Bainter       | Hannah Parmalee                         | La Femme errante               |
| 1939          | Wendy Hiller      | Eliza Doolittle                         | Pygmalion                      |
| 1939          | Norma Shearer     | Marie-Antoinette                        | Marie-Antoinette               |
| 1939          | Margaret Sullavan | Patricia Hollmann                       | Trois Camarades                |

### Années 1940
| Année | Actrice             | Rôle                       | Film                            |
| ----- | ------------------- | -------------------------- | ------------------------------- |
| 1940  | Vivien Leigh        | Scarlett O'Hara            | Autant en emporte le vent       |
| 1940  | Bette Davis         | Judith Traherne            | Victoire sur la nuit            |
| 1940  | Irene Dunne         | Terry McKay                | Elle et lui                     |
| 1940  | Greta Garbo         | Nina Yakushova Ivanoff     | Ninotchka                       |
| 1940  | Greer Garson        | Katherine Bridges          | Au revoir Mr. Chips             |
| 1941  | Ginger Rogers       | Kitty Foyle                | Kitty Foyle                     |
| 1941  | Bette Davis         | Leslie Crosbie             | La Lettre                       |
| 1941  | Joan Fontaine       | La nouvelle Mrs. de Winter | Rebecca                         |
| 1941  | Katharine Hepburn   | Tracy Lord                 | Indiscrétions                   |
| 1941  | Martha Scott        | Emily Webb                 | Une petite ville sans histoire  |
| 1942  | Joan Fontaine       | Lina McLaidlaw             | Soupçons                        |
| 1942  | Bette Davis         | Regina Giddens             | La Vipère                       |
| 1942  | Olivia de Havilland | Emmy Brown                 | Par la porte d'or               |
| 1942  | Greer Garson        | Edna Gladney               | Les Oubliés                     |
| 1942  | Barbara Stanwyck    | Katherine O'Shea           | Boule de feu                    |
| 1943  | Greer Garson        | Kay Miniver                | Madame Miniver                  |
| 1943  | Bette Davis         | Charlotte Vale             | Une femme cherche son destin    |
| 1943  | Katharine Hepburn   | Tess Harding               | La Femme de l'année             |
| 1943  | Rosalind Russell    | Ruth Sherwood              | Ma sœur est capricieuse         |
| 1943  | Teresa Wright       | Eleanor Twitchell Gehrig   | Vainqueur du destin             |
| 1944  | Jennifer Jones      | Bernadette Soubirous       | Le Chant de Bernadette          |
| 1944  | Jean Arthur         | Constance Milligan         | Plus on est de fous             |
| 1944  | Ingrid Bergman      | María                      | Pour qui sonne le glas          |
| 1944  | Joan Fontaine       | Tessa Sanger               | Tessa, la nymphe au cœur fidèle |
| 1944  | Greer Garson        | Marie Curie                | Madame Curie                    |
| 1945  | Ingrid Bergman      | Paula Alquist Anton        | Hantise                         |
| 1945  | Claudette Colbert   | Anne Hilton                | Depuis ton départ               |
| 1945  | Bette Davis         | Fanny Trellis              | Femme aimée est toujours jolie  |
| 1945  | Greer Garson        | Susie Parkington           | Madame Parkington               |
| 1945  | Barbara Stanwyck    | Phyllis Dietrichson        | Assurance sur la mort           |
| 1946  | Joan Crawford       | Mildred Pierce Beragon     | Le Roman de Mildred Pierce      |
| 1946  | Ingrid Bergman      | Mary Benedict              | Les Cloches de Sainte-Marie     |
| 1946  | Greer Garson        | Mary Rafferty              | La Vallée du jugement           |
| 1946  | Jennifer Jones      | Singleton                  | Le Poids d'un mensonge          |
| 1946  | Gene Tierney        | Ellen Berent Harland       | Péché mortel                    |
| 1947  | Olivia de Havilland | Josephine Norris           | À chacun son destin             |
| 1947  | Celia Johnson       | Laura Jesson               | Brève Rencontre                 |
| 1947  | Jennifer Jones      | Pearl Chavez               | Duel au soleil                  |
| 1947  | Rosalind Russell    | Elizabeth Kenny            | Sister Kenny                    |
| 1947  | Jane Wyman          | Orry Baxter                | Jody et le Faon                 |
| 1948  | Loretta Young       | Katie Holstrom             | Ma femme est un grand homme     |
| 1948  | Joan Crawford       | Louise Howell              | La Possédée                     |
| 1948  | Susan Hayward       | Angelica Evans Conway      | Une vie perdue                  |
| 1948  | Dorothy McGuire     | Kathy Lacy                 | Le Mur invisible                |
| 1948  | Rosalind Russell    | Lavinia Mannon             | Le deuil sied à Électre         |
| 1949  | Jane Wyman          | Belinda McDonald           | Johnny Belinda                  |
| 1949  | Ingrid Bergman      | Jeanne d'Arc               | Jeanne d'Arc                    |
| 1949  | Olivia de Havilland | Virginia Stuart Cunningham | La Fosse aux serpents           |
| 1949  | Irene Dunne         | Martha Hanson              | Tendresse                       |
| 1949  | Barbara Stanwyck    | Leona Stevenson            | Raccrochez, c'est une erreur    |

### Années 1950
| Année | Actrice             | Rôle                                    | Film                              |
| ----- | ------------------- | --------------------------------------- | --------------------------------- |
| 1950  | Olivia de Havilland | Catherine Sloper                        | L'Héritière                       |
| 1950  | Jeanne Crain        | Patricia Johnson                        | L'Héritage de la chair            |
| 1950  | Susan Hayward       | Eloise Winters                          | Tête folle                        |
| 1950  | Deborah Kerr        | Evelyn Boult                            | Édouard, mon fils                 |
| 1950  | Loretta Young       | Margaret                                | Les Sœurs casse-cou               |
| 1951  | Judy Holliday       | Emma Dawn                               | Comment l'esprit vient aux femmes |
| 1951  | Anne Baxter         | Eve Harrington                          | Ève                               |
| 1951  | Bette Davis         | Margo Channing                          | Ève                               |
| 1951  | Eleanor Parker      | Marie Allen                             | Femmes en cage                    |
| 1951  | Gloria Swanson      | Norma Desmond                           | Boulevard du crépuscule           |
| 1952  | Vivien Leigh        | Blanche DuBois                          | Un tramway nommé Désir            |
| 1952  | Katharine Hepburn   | Rose Sayer                              | L'Odyssée de l'African Queen      |
| 1952  | Eleanor Parker      | Mary McLeod                             | Histoire de détective             |
| 1952  | Shelley Winters     | Alice Tripp                             | Une place au soleil               |
| 1952  | Jane Wyman          | Louise Mason                            | La Femme au voile bleu            |
| 1953  | Shirley Booth       | Lola Delaney                            | Reviens petite Sheba              |
| 1953  | Joan Crawford       | Myra Hudson                             | Le Masque arraché                 |
| 1953  | Bette Davis         | Margaret Elliot                         | La Star                           |
| 1953  | Julie Harris        | Frances Addams                          | The Member of the Wedding         |
| 1953  | Susan Hayward       | Jane Froman                             | Un refrain dans mon cœur          |
| 1954  | Audrey Hepburn      | La princesse Ann                        | Vacances romaines                 |
| 1954  | Leslie Caron        | Lili Daurier                            | Lili                              |
| 1954  | Ava Gardner         | Eloise Kelly                            | Mogambo                           |
| 1954  | Deborah Kerr        | Karen Holmes                            | Tant qu'il y aura des hommes      |
| 1954  | Maggie McNamara     | Patty O'Neill                           | La Lune était bleue               |
| 1955  | Grace Kelly         | Georgie Elgin                           | Une fille de la province          |
| 1955  | Dorothy Dandridge   | Carmen Jones                            | Carmen Jones                      |
| 1955  | Judy Garland        | Esther Victoria Blodgett / Vicki Lester | Une étoile est née                |
| 1955  | Audrey Hepburn      | Sabrina Fairchild                       | Sabrina                           |
| 1955  | Jane Wyman          | Helen Phillips                          | Le Secret magnifique              |
| 1956  | Anna Magnani        | Serafina Delle Rose                     | La Rose tatouée                   |
| 1956  | Susan Hayward       | Lillian Roth                            | Une femme en enfer                |
| 1956  | Katharine Hepburn   | Jane Hudson                             | Vacances à Venise                 |
| 1956  | Jennifer Jones      | Han Suyin                               | La Colline de l'adieu             |
| 1956  | Eleanor Parker      | Marjorie Lawrence                       | Mélodie interrompue               |
| 1957  | Ingrid Bergman      | Anna Koreff / Anastasia                 | Anastasia                         |
| 1957  | Carroll Baker       | Baby Doll Meighan                       | La Poupée de chair (Baby Doll)    |
| 1957  | Katharine Hepburn   | Lizzie Curry                            | Le Faiseur de pluie               |
| 1957  | Nancy Kelly         | Christine Penmark                       | La Mauvaise Graine                |
| 1957  | Deborah Kerr        | Anna Leonowens                          | Le Roi et moi                     |
| 1958  | Joanne Woodward     | Eve White / Eve Black / Jane            | Les Trois Visages d'Ève           |
| 1958  | Deborah Kerr        | Angela                                  | Dieu seul le sait                 |
| 1958  | Anna Magnani        | Gioia                                   | Car sauvage est le vent           |
| 1958  | Elizabeth Taylor    | Susanna Drake                           | L'Arbre de vie                    |
| 1958  | Lana Turner         | Constance MacKenzie                     | Les Plaisirs de l'enfer           |
| 1959  | Susan Hayward       | Barbara Graham                          | Je veux vivre !                   |
| 1959  | Deborah Kerr        | Sibyl Railton-Bell                      | Tables séparées                   |
| 1959  | Shirley MacLaine    | Ginnie Moorehead                        | Comme un torrent                  |
| 1959  | Rosalind Russell    | Mame Dennis                             | Ma tante                          |
| 1959  | Elizabeth Taylor    | Margaret Pollitt                        | La Chatte sur un toit brûlant     |

### Années 1960
| Année | Actrice           | Rôle                              | Film                           |
| ----- | ----------------- | --------------------------------- | ------------------------------ |
| 1960  | Simone Signoret   | Alice Aisgill                     | Les Chemins de la haute ville  |
| 1960  | Doris Day         | Jan Morrow                        | Confidences sur l'oreiller     |
| 1960  | Audrey Hepburn    | Gabrielle van der Mal             | Au risque de se perdre         |
| 1960  | Katharine Hepburn | Violet Venable                    | Soudain l'été dernier          |
| 1960  | Elizabeth Taylor  | Catherine Holly                   | Soudain l'été dernier          |
| 1961  | Elizabeth Taylor  | Gloria Wandrous                   | La Vénus au vison              |
| 1961  | Greer Garson      | Eleanor Roosevelt                 | Sunrise at Campobello          |
| 1961  | Deborah Kerr      | Ida Carmody                       | Horizons sans frontières       |
| 1961  | Shirley MacLaine  | Fran Kubelik                      | La Garçonnière                 |
| 1961  | Melina Mercouri   | Ilya                              | Jamais le dimanche             |
| 1962  | Sophia Loren      | Cesira                            | La ciociara                    |
| 1962  | Audrey Hepburn    | Holly Golightly / Lula Mae Barnes | Diamants sur canapé            |
| 1962  | Piper Laurie      | Sarah Packard                     | L'Arnaqueur                    |
| 1962  | Geraldine Page    | Alma Winemiller                   | Été et Fumées                  |
| 1962  | Natalie Wood      | Wilma Dean Loomis                 | La Fièvre dans le sang         |
| 1963  | Anne Bancroft     | Annie Sullivan                    | Miracle en Alabama             |
| 1963  | Bette Davis       | Baby Jane Hudson                  | Qu'est-il arrivé à Baby Jane ? |
| 1963  | Katharine Hepburn | Mary Cavan Tyrone                 | Long Voyage vers la nuit       |
| 1963  | Geraldine Page    | Alexandra Del Lago                | Doux oiseau de jeunesse        |
| 1963  | Lee Remick        | Kirsten Arnesen Clay              | Le Jour du vin et des roses    |
| 1964  | Patricia Neal     | Alma Brown                        | Le Plus Sauvage d'entre tous   |
| 1964  | Leslie Caron      | Jane Fossett                      | La Chambre indiscrète          |
| 1964  | Shirley MacLaine  | Irma la Douce                     | Irma la Douce                  |
| 1964  | Rachel Roberts    | Margaret Hammond                  | Le Prix d'un homme             |
| 1964  | Natalie Wood      | Angie Rossini                     | Une certaine rencontre         |
| 1965  | Julie Andrews     | Mary Poppins                      | Mary Poppins                   |
| 1965  | Anne Bancroft     | Jo Armitage                       | Le Mangeur de citrouilles      |
| 1965  | Sophia Loren      | Filumena Marturano                | Mariage à l'italienne          |
| 1965  | Debbie Reynolds   | Molly Brown                       | La Reine du Colorado           |
| 1965  | Kim Stanley       | Myra Savage                       | Le Rideau de brume             |
| 1966  | Julie Christie    | Diana Scott                       | Darling                        |
| 1966  | Julie Andrews     | Maria von Trapp                   | La Mélodie du bonheur          |
| 1966  | Samantha Eggar    | Miranda Grey                      | L'Obsédé                       |
| 1966  | Elizabeth Hartman | Selina D'Arcy                     | Un coin de ciel bleu           |
| 1966  | Simone Signoret   | La Contessa                       | La Nef des fous                |
| 1967  | Elizabeth Taylor  | Martha                            | Qui a peur de Virginia Woolf ? |
| 1967  | Anouk Aimée       | Anne Gauthier                     | Un homme et une femme          |
| 1967  | Ida Kamińska      | Rozalie Lautmann                  | Le Miroir aux alouettes        |
| 1967  | Lynn Redgrave     | Georgina Parkin                   | Georgy Girl                    |
| 1967  | Vanessa Redgrave  | Leonie Delt                       | Morgan                         |
| 1968  | Katharine Hepburn | Christina Drayton                 | Devine qui vient dîner...      |
| 1968  | Anne Bancroft     | Mme Robinson                      | Le Lauréat                     |
| 1968  | Faye Dunaway      | Bonnie Parker                     | Bonnie et Clyde                |
| 1968  | Edith Evans       | Maggie Ross                       | Les Chuchoteurs                |
| 1968  | Audrey Hepburn    | Susy Hendrix                      | Seule dans la nuit             |
| 1969  | Katharine Hepburn | Aliénor d'Aquitaine               | Le Lion en hiver               |
| 1969  | Barbra Streisand  | Fanny Brice                       | Funny Girl                     |
| 1969  | Patricia Neal     | Nettie Cleary                     | Trois Étrangers                |
| 1969  | Vanessa Redgrave  | Isadora Duncan                    | Isadora                        |
| 1969  | Joanne Woodward   | Rachel Cameron                    | Rachel, Rachel                 |

### Années 1970
| Année | Actrice                  | Rôle                                 | Film                                              |
| ----- | ------------------------ | ------------------------------------ | ------------------------------------------------- |
| 1970  | Maggie Smith             | Jean Brodie                          | Les Belles Années de miss Brodie                  |
| 1970  | Geneviève Bujold         | Anne Boleyn                          | Anne des mille jours                              |
| 1970  | Jane Fonda               | Gloria Beatty                        | On achève bien les chevaux                        |
| 1970  | Liza Minnelli            | Mary Ann Adams                       | Pookie                                            |
| 1970  | Jean Simmons             | Mary Wilson                          | The Happy Ending                                  |
| 1971  | Glenda Jackson           | Gudrun Brangwen                      | Love                                              |
| 1971  | Jane Alexander           | Eleanor Backman                      | L'Insurgé                                         |
| 1971  | Ali MacGraw              | Jennifer Cavalleri-Barrett           | Love Story                                        |
| 1971  | Sarah Miles              | Rosy Ryan                            | La Fille de Ryan                                  |
| 1971  | Carrie Snodgress         | Bettina Balser                       | Journal intime d'une femme mariée                 |
| 1972  | Jane Fonda               | Bree Daniels                         | Klute                                             |
| 1972  | Julie Christie           | Constance Miller                     | John McCabe                                       |
| 1972  | Glenda Jackson           | Alex Greville                        | Un dimanche comme les autres                      |
| 1972  | Vanessa Redgrave         | Marie Stuart                         | Marie Stuart, reine d'Écosse                      |
| 1972  | Janet Suzman             | Alexandra Fedorovna Romanova         | Nicolas et Alexandra                              |
| 1973  | Liza Minnelli            | Sally Bowles                         | Cabaret                                           |
| 1973  | Diana Ross               | Billie Holiday                       | Lady Sings the Blues                              |
| 1973  | Maggie Smith             | Augusta Bertram                      | Voyages avec ma tante                             |
| 1973  | Cicely Tyson             | Rebecca Morgan                       | Sounder                                           |
| 1973  | Liv Ullmann              | Kristina Nilsson                     | Les Émigrants                                     |
| 1974  | Glenda Jackson           | Vickie Allessio                      | Une maîtresse dans les bras, une femme sur le dos |
| 1974  | Ellen Burstyn            | Chris MacNeil                        | L'Exorciste                                       |
| 1974  | Marsha Mason             | Maggie Paul                          | Permission d'aimer                                |
| 1974  | Barbra Streisand         | Katie Morosky                        | Nos plus belles années                            |
| 1974  | Joanne Woodward          | Rita Walden                          | Summer Wishes, Winter Dreams                      |
| 1975  | Ellen Burstyn            | Alice Graham-Hyatt                   | Alice n'est plus ici                              |
| 1975  | Diahann Carroll          | Claudine Price                       | Claudine                                          |
| 1975  | Faye Dunaway             | Evelyn Cross Mulwray                 | Chinatown                                         |
| 1975  | Valerie Perrine          | Harriett Joliff / Honey Bruce        | Lenny                                             |
| 1975  | Gena Rowlands            | Mabel Longhetti                      | Une femme sous influence                          |
| 1976  | Louise Fletcher          | L'infirmière en chef Mildred Ratched | Vol au-dessus d'un nid de coucou                  |
| 1976  | Isabelle Adjani          | Adèle Hugo                           | L'histoire d'Adèle H.                             |
| 1976  | Ann-Margret              | Nora Walker                          | Tommy                                             |
| 1976  | Glenda Jackson           | Hedda Gabler                         | Hedda                                             |
| 1976  | Carol Kane               | Gitl                                 | Hester Street                                     |
| 1977  | Faye Dunaway             | Diana Christensen                    | Network : Main basse sur la télévision            |
| 1977  | Marie-Christine Barrault | Marthe                               | Cousin, Cousine                                   |
| 1977  | Talia Shire              | Adrian Pennino                       | Rocky                                             |
| 1977  | Sissy Spacek             | Carrie White                         | Carrie au bal du diable                           |
| 1977  | Liv Ullmann              | Jenny Isaksson                       | Face à face                                       |
| 1978  | Diane Keaton             | Annie Hall                           | Annie Hall                                        |
| 1978  | Anne Bancroft            | Emma Jacklin                         | Le Tournant de la vie                             |
| 1978  | Jane Fonda               | Lillian Hellman                      | Julia                                             |
| 1978  | Shirley MacLaine         | Deedee Rodgers                       | Le Tournant de la vie                             |
| 1978  | Marsha Mason             | Paula McFadden                       | Adieu, je reste                                   |
| 1979  | Jane Fonda               | Sally Hyde                           | Le Retour                                         |
| 1979  | Ingrid Bergman           | Charlotte Andergast                  | Sonate d'automne                                  |
| 1979  | Ellen Burstyn            | Doris                                | Même heure, l'année prochaine                     |
| 1979  | Jill Clayburgh           | Erica Benton                         | Une femme libre                                   |
| 1979  | Geraldine Page           | Eve                                  | Intérieurs                                        |

### Années 1980
| Année | Actrice           | Rôle                                | Film                                |
| ----- | ----------------- | ----------------------------------- | ----------------------------------- |
| 1980  | Sally Field       | Norma Rae Webster                   | Norma Rae                           |
| 1980  | Jill Clayburgh    | Marilyn Holmberg                    | Merci d'avoir été ma femme          |
| 1980  | Jane Fonda        | Kimberly Wells                      | Le Syndrome chinois                 |
| 1980  | Marsha Mason      | Jennie MacLaine                     | Chapter Two                         |
| 1980  | Bette Midler      | Mary Rose Foster                    | The Rose                            |
| 1981  | Sissy Spacek      | Loretta Lynn                        | Nashville Lady                      |
| 1981  | Ellen Burstyn     | Edna Mae Harper-McCauley            | Résurrection                        |
| 1981  | Goldie Hawn       | Judy Benjamin                       | La Bidasse                          |
| 1981  | Mary Tyler Moore  | Beth Jarrett                        | Des gens comme les autres           |
| 1981  | Gena Rowlands     | Gloria Swenson                      | Gloria                              |
| 1982  | Katharine Hepburn | Ethel Thayer                        | La Maison du lac                    |
| 1982  | Diane Keaton      | Louise Bryant                       | Reds                                |
| 1982  | Marsha Mason      | Georgia Hines                       | Only When I Laugh                   |
| 1982  | Susan Sarandon    | Sally Matthews                      | Atlantic City                       |
| 1982  | Meryl Streep      | Anna / Sara Woodruff                | La Maîtresse du lieutenant français |
| 1983  | Meryl Streep      | Sophie Zawistowski                  | Le Choix de Sophie                  |
| 1983  | Julie Andrews     | Victor Grazinski / Victoria Grant   | Victor Victoria                     |
| 1983  | Jessica Lange     | Frances Farmer                      | Frances                             |
| 1983  | Sissy Spacek      | Beth Horman                         | Missing                             |
| 1983  | Debra Winger      | Paula Pokrifki                      | Officier et Gentleman               |
| 1984  | Shirley MacLaine  | Aurora Greenway                     | Tendres Passions                    |
| 1984  | Jane Alexander    | Carol Wetherly                      | Le Dernier Testament                |
| 1984  | Meryl Streep      | Karen Silkwood                      | Le Mystère Silkwood                 |
| 1984  | Julie Walters     | Susan White / Rita                  | L'Éducation de Rita                 |
| 1984  | Debra Winger      | Emma Greenway Horton                | Tendres Passions                    |
| 1985  | Sally Field       | Edna Spalding                       | Les Saisons du cœur                 |
| 1985  | Judy Davis        | Adela Quested                       | La Route des Indes                  |
| 1985  | Jessica Lange     | Jewell Ivy                          | Les Moissons de la colère           |
| 1985  | Vanessa Redgrave  | Olive Chancellor                    | Les Bostoniennes                    |
| 1985  | Sissy Spacek      | Mae Garvey                          | La Rivière                          |
| 1986  | Geraldine Page    | Carrie Watts                        | Mémoires du Texas                   |
| 1986  | Anne Bancroft     | Miriam Ruth / Anna Maria Burchetti  | Agnès de Dieu                       |
| 1986  | Whoopi Goldberg   | Celie Harris-Johnson                | La Couleur pourpre                  |
| 1986  | Jessica Lange     | Patsy Cline                         | Sweet Dreams                        |
| 1986  | Meryl Streep      | Karen Blixen                        | Out of Africa                       |
| 1987  | Marlee Matlin     | Sarah Norman                        | Les Enfants du silence              |
| 1987  | Jane Fonda        | Alex Sternbergen / Viveca Van Loren | Le Lendemain du crime               |
| 1987  | Sissy Spacek      | Babe Botrelle / Rebecca MaGrath     | Crimes du cœur                      |
| 1987  | Kathleen Turner   | Peggy Sue Kelcher-Bodell            | Peggy Sue s'est mariée              |
| 1987  | Sigourney Weaver  | Ellen Ripley                        | Aliens, le retour                   |
| 1988  | Cher              | Loretta Castorini                   | Éclair de lune                      |
| 1988  | Glenn Close       | Alex Forrest                        | Liaison fatale                      |
| 1988  | Holly Hunter      | Jane Craig                          | Broadcast News                      |
| 1988  | Sally Kirkland    | Anna                                | Anna                                |
| 1988  | Meryl Streep      | Helen Archer                        | Ironweed                            |
| 1989  | Jodie Foster      | Sarah Tobias                        | Les Accusés                         |
| 1989  | Glenn Close       | Marquise de Merteuil                | Les Liaisons dangereuses            |
| 1989  | Melanie Griffith  | Tess McGill                         | Working Girl                        |
| 1989  | Meryl Streep      | Lindy Chamberlain                   | Un cri dans la nuit                 |
| 1989  | Sigourney Weaver  | Dian Fossey                         | Gorilles dans la brume              |

### Années 1990
| Année | Actrice              | Rôle                           | Film                               |
| ----- | -------------------- | ------------------------------ | ---------------------------------- |
| 1990  | Jessica Tandy        | Daisy Werthan                  | Miss Daisy et son chauffeur        |
| 1990  | Isabelle Adjani      | Camille Claudel                | Camille Claudel                    |
| 1990  | Pauline Collins      | Shirley Valentine-Bradshaw     | Shirley Valentine                  |
| 1990  | Jessica Lange        | Ann Talbot                     | Music Box                          |
| 1990  | Michelle Pfeiffer    | Susie Diamond                  | Susie et les Baker Boys            |
| 1991  | Kathy Bates          | Annie Wilkes                   | Misery                             |
| 1991  | Anjelica Huston      | Lilly Dillon                   | Les Arnaqueurs                     |
| 1991  | Julia Roberts        | Vivian Ward                    | Pretty Woman                       |
| 1991  | Meryl Streep         | Suzanne Vale                   | Bons baisers d'Hollywood           |
| 1991  | Joanne Woodward      | India Bridge                   | Mr and Mrs Bridge                  |
| 1992  | Jodie Foster         | Clarice Starling               | Le Silence des agneaux             |
| 1992  | Geena Davis          | Thelma Dickinson               | Thelma et Louise                   |
| 1992  | Laura Dern           | Rose                           | Rambling Rose                      |
| 1992  | Bette Midler         | Dixie Leonard                  | For the Boys                       |
| 1992  | Susan Sarandon       | Louise Sawyer                  | Thelma et Louise                   |
| 1993  | Emma Thompson        | Margaret Schlegel              | Retour à Howards End               |
| 1993  | Catherine Deneuve    | Éliane Devries                 | Indochine                          |
| 1993  | Mary McDonnell       | May-Alice Culhane              | Passion Fish                       |
| 1993  | Michelle Pfeiffer    | Louise Irene Hallett           | Love Field                         |
| 1993  | Susan Sarandon       | Michaela Murphy Odone          | Lorenzo                            |
| 1994  | Holly Hunter         | Ada McGrath                    | La Leçon de piano                  |
| 1994  | Angela Bassett       | Tina Turner                    | Tina                               |
| 1994  | Stockard Channing    | Louisa Kittredge               | Six degrés de séparation           |
| 1994  | Emma Thompson        | Sarah Kenton                   | Les Vestiges du jour               |
| 1994  | Debra Winger         | Joy Davidman                   | Les Ombres du cœur                 |
| 1995  | Jessica Lange        | Carly Marshall                 | Blue Sky                           |
| 1995  | Jodie Foster         | Nell Kellty                    | Nell                               |
| 1995  | Miranda Richardson   | Vivienne Haigh-Wood            | Tom et Viv                         |
| 1995  | Winona Ryder         | Josephine March                | Les Quatre Filles du docteur March |
| 1995  | Susan Sarandon       | Regina Love                    | Le Client                          |
| 1996  | Susan Sarandon       | Helen Prejean                  | La Dernière Marche                 |
| 1996  | Elisabeth Shue       | Sera                           | Leaving Las Vegas                  |
| 1996  | Sharon Stone         | Ginger McKenna                 | Casino                             |
| 1996  | Meryl Streep         | Francesca Johnson              | Sur la route de Madison            |
| 1996  | Emma Thompson        | Elinor Dashwood                | Raison et Sentiments               |
| 1997  | Frances McDormand    | Marge Gunderson                | Fargo                              |
| 1997  | Brenda Blethyn       | Cynthia Rose Purley            | Secrets et Mensonges               |
| 1997  | Diane Keaton         | Bessie Wakefield               | Simples Secrets                    |
| 1997  | Kristin Scott Thomas | Katharine Clifton              | Le Patient anglais                 |
| 1997  | Emily Watson         | Bess McNeill                   | Breaking the Waves                 |
| 1998  | Helen Hunt           | Carol Connelly                 | Pour le pire et pour le meilleur   |
| 1998  | Helena Bonham Carter | Kate Croy                      | Les Ailes de la colombe            |
| 1998  | Julie Christie       | Phyllis Hart                   | L'Amour... et après                |
| 1998  | Judi Dench           | Victoria                       | La Dame de Windsor                 |
| 1998  | Kate Winslet         | Rose DeWitt Bukater            | Titanic                            |
| 1999  | Gwyneth Paltrow      | Viola de Lesseps / Thomas Kent | Shakespeare in Love                |
| 1999  | Cate Blanchett       | Élisabeth Ire                  | Elizabeth                          |
| 1999  | Fernanda Montenegro  | Isadora Teixeira               | Central do Brasil                  |
| 1999  | Meryl Streep         | Kate Gulden                    | Contre-jour                        |
| 1999  | Emily Watson         | Jacqueline du Pré              | Hilary et Jackie                   |

### Années 2000
| Année | Actrice                 | Rôle                    | Film                                  |
| ----- | ----------------------- | ----------------------- | ------------------------------------- |
| 2000  | Hilary Swank            | Brandon Teena           | Boys Don't Cry                        |
| 2000  | Annette Bening          | Carolyn Burnham         | American Beauty                       |
| 2000  | Janet McTeer            | Mary Jo Walker          | Libres comme le vent                  |
| 2000  | Julianne Moore          | Sarah Miles             | La Fin d'une liaison                  |
| 2000  | Meryl Streep            | Roberta Guaspari        | La Musique de mon cœur                |
| 2001  | Julia Roberts           | Erin Brockovich         | Erin Brockovich, seule contre tous    |
| 2001  | Joan Allen              | Laine Hanson            | Manipulations                         |
| 2001  | Juliette Binoche        | Vianne Rocher           | Le Chocolat                           |
| 2001  | Ellen Burstyn           | Sara Goldfarb           | Requiem for a Dream                   |
| 2001  | Laura Linney            | Samantha Prescott       | Tu peux compter sur moi               |
| 2002  | Halle Berry             | Leticia Musgrove        | À l'ombre de la haine                 |
| 2002  | Judi Dench              | Iris Murdoch            | Iris                                  |
| 2002  | Nicole Kidman           | Satine                  | Moulin Rouge                          |
| 2002  | Sissy Spacek            | Ruth Fowler             | In the Bedroom                        |
| 2002  | Renée Zellweger         | Bridget Jones           | Le Journal de Bridget Jones           |
| 2003  | Nicole Kidman           | Virginia Woolf          | The Hours                             |
| 2003  | Salma Hayek             | Frida Kahlo             | Frida                                 |
| 2003  | Diane Lane              | Constance Sumner        | Infidèle                              |
| 2003  | Julianne Moore          | Cathy Whitaker          | Loin du paradis                       |
| 2003  | Renée Zellweger         | Roxie Hart              | Chicago                               |
| 2004  | Charlize Theron         | Aileen Wuornos          | Monster                               |
| 2004  | Keisha Castle-Hughes    | Paikea Apirana          | Paï                                   |
| 2004  | Diane Keaton            | Erica Jane Berry        | Tout peut arriver                     |
| 2004  | Samantha Morton         | Sarah Sullivan          | In America                            |
| 2004  | Naomi Watts             | Cristina Williams-Peck  | 21 grammes                            |
| 2005  | Hilary Swank            | Maggie Fitzgerald       | Million Dollar Baby                   |
| 2005  | Annette Bening          | Julia Lambert           | Adorable Julia                        |
| 2005  | Catalina Sandino Moreno | María Álvarez           | Maria, pleine de grâce                |
| 2005  | Imelda Staunton         | Vera Rose Drake         | Vera Drake                            |
| 2005  | Kate Winslet            | Clementine Kruczynski   | Eternal Sunshine of the Spotless Mind |
| 2006  | Reese Witherspoon       | June Carter Cash        | Walk the Line                         |
| 2006  | Judi Dench              | Laura Forster-Henderson | Madame Henderson présente             |
| 2006  | Felicity Huffman        | Sabrina Osbourne        | Transamerica                          |
| 2006  | Keira Knightley         | Elizabeth Bennet        | Orgueil et Préjugés                   |
| 2006  | Charlize Theron         | Josey Aimes             | L'Affaire Josey Aimes                 |
| 2007  | Helen Mirren            | Élisabeth II            | The Queen                             |
| 2007  | Penélope Cruz           | Raimunda                | Volver                                |
| 2007  | Judi Dench              | Barbara Covett          | Chronique d'un scandale               |
| 2007  | Meryl Streep            | Miranda Priestly        | Le diable s'habille en Prada          |
| 2007  | Kate Winslet            | Sarah Pierce            | Little Children                       |
| 2008  | Marion Cotillard        | Édith Piaf              | La Môme                               |
| 2008  | Cate Blanchett          | Élisabeth Ire           | Elizabeth : L'Âge d'or                |
| 2008  | Julie Christie          | Fiona Anderson          | Loin d'elle                           |
| 2008  | Laura Linney            | Wendy Savage            | La Famille Savage                     |
| 2008  | Elliot Page             | Juno MacGuff            | Juno                                  |
| 2009  | Kate Winslet            | Hanna Schmitz           | The Reader                            |
| 2009  | Anne Hathaway           | Kim Buchman             | Rachel se marie                       |
| 2009  | Angelina Jolie          | Christine Collins       | L'Échange                             |
| 2009  | Melissa Leo             | Ray Eddy                | Frozen River                          |
| 2009  | Meryl Streep            | Sœur Aloysius Beauvier  | Doute                                 |

### Années 2010
| Année | Actrice            | Rôle                       | Film                                                 |
| ----- | ------------------ | -------------------------- | ---------------------------------------------------- |
| 2010  | Sandra Bullock     | Leigh Anne Tuohy           | The Blind Side                                       |
| 2010  | Helen Mirren       | Sophie Tolstoï             | Tolstoï, le dernier automne                          |
| 2010  | Carey Mulligan     | Jenny Mellor               | Une éducation                                        |
| 2010  | Gabourey Sidibe    | Claireece Jones            | Precious                                             |
| 2010  | Meryl Streep       | Julia Child                | Julie et Julia                                       |
| 2011  | Natalie Portman    | Nina Sayers                | Black Swan                                           |
| 2011  | Annette Bening     | Nicole Allgood             | Tout va bien ! The Kids Are All Right                |
| 2011  | Nicole Kidman      | Becca Corbett              | Rabbit Hole                                          |
| 2011  | Jennifer Lawrence  | Ree Dolly                  | Winter's Bone                                        |
| 2011  | Michelle Williams  | Cindy Heller               | Blue Valentine                                       |
| 2012  | Meryl Streep       | Margaret Thatcher          | La Dame de fer                                       |
| 2012  | Glenn Close        | Albert Nobbs               | Albert Nobbs                                         |
| 2012  | Viola Davis        | Aibileen Clark             | La Couleur des sentiments                            |
| 2012  | Rooney Mara        | Lisbeth Salander           | Millénium : Les Hommes qui n'aimaient pas les femmes |
| 2012  | Michelle Williams  | Marilyn Monroe             | My Week with Marilyn                                 |
| 2013  | Jennifer Lawrence  | Tiffany Maxwell            | Happiness Therapy                                    |
| 2013  | Jessica Chastain   | Maya                       | Zero Dark Thirty                                     |
| 2013  | Emmanuelle Riva    | Anne Laurent               | Amour                                                |
| 2013  | Quvenzhané Wallis  | Hushpuppy                  | Les Bêtes du sud sauvage                             |
| 2013  | Naomi Watts        | Maria Bennett              | The Impossible                                       |
| 2014  | Cate Blanchett     | Jeanette Francis           | Blue Jasmine                                         |
| 2014  | Amy Adams          | Sydney Prosser             | American Bluff                                       |
| 2014  | Sandra Bullock     | Ryan Stone                 | Gravity                                              |
| 2014  | Judi Dench         | Philomena Lee              | Philomena                                            |
| 2014  | Meryl Streep       | Violet Weston              | Un été à Osage County                                |
| 2015  | Julianne Moore     | Alice Howland              | Still Alice                                          |
| 2015  | Marion Cotillard   | Sandra Bya                 | Deux jours, une nuit                                 |
| 2015  | Felicity Jones     | Jane Hawking               | Une merveilleuse histoire du temps                   |
| 2015  | Rosamund Pike      | Amy Elliott-Dunne / Nancy  | Gone Girl                                            |
| 2015  | Reese Witherspoon  | Cheryl Strayed             | Wild                                                 |
| 2016  | Brie Larson        | Joy Newsome                | Room                                                 |
| 2016  | Cate Blanchett     | Carol Aird                 | Carol                                                |
| 2016  | Jennifer Lawrence  | Joy Mangano                | Joy                                                  |
| 2016  | Charlotte Rampling | Kate Mercer                | 45 Ans                                               |
| 2016  | Saoirse Ronan      | Eilis Lacey                | Brooklyn                                             |
| 2017  | Emma Stone         | Mia Dolan                  | La La Land                                           |
| 2017  | Isabelle Huppert   | Michèle Leblanc            | Elle                                                 |
| 2017  | Ruth Negga         | Mildred Loving             | Loving                                               |
| 2017  | Natalie Portman    | Jacqueline Kennedy-Onassis | Jackie                                               |
| 2017  | Meryl Streep       | Florence Foster Jenkins    | Florence Foster Jenkins                              |
| 2018  | Frances McDormand  | Mildred Hayes              | Three Billboards : Les Panneaux de la vengeance      |
| 2018  | Sally Hawkins      | Elisa Esposito             | La Forme de l'eau                                    |
| 2018  | Margot Robbie      | Tonya Harding              | Moi, Tonya                                           |
| 2018  | Saoirse Ronan      | Christine McPherson        | Lady Bird                                            |
| 2018  | Meryl Streep       | Katharine Graham           | Pentagon Papers                                      |
| 2019  | Olivia Colman      | Anne                       | La Favorite                                          |
| 2019  | Yalitza Aparicio   | Cleodegaria Gutiérrez      | Roma                                                 |
| 2019  | Glenn Close        | Joan Castleman             | The Wife                                             |
| 2019  | Lady Gaga          | Ally Maine                 | A Star Is Born                                       |
| 2019  | Melissa McCarthy   | Lee Israel                 | Les Faussaires de Manhattan                          |

### Années 2020

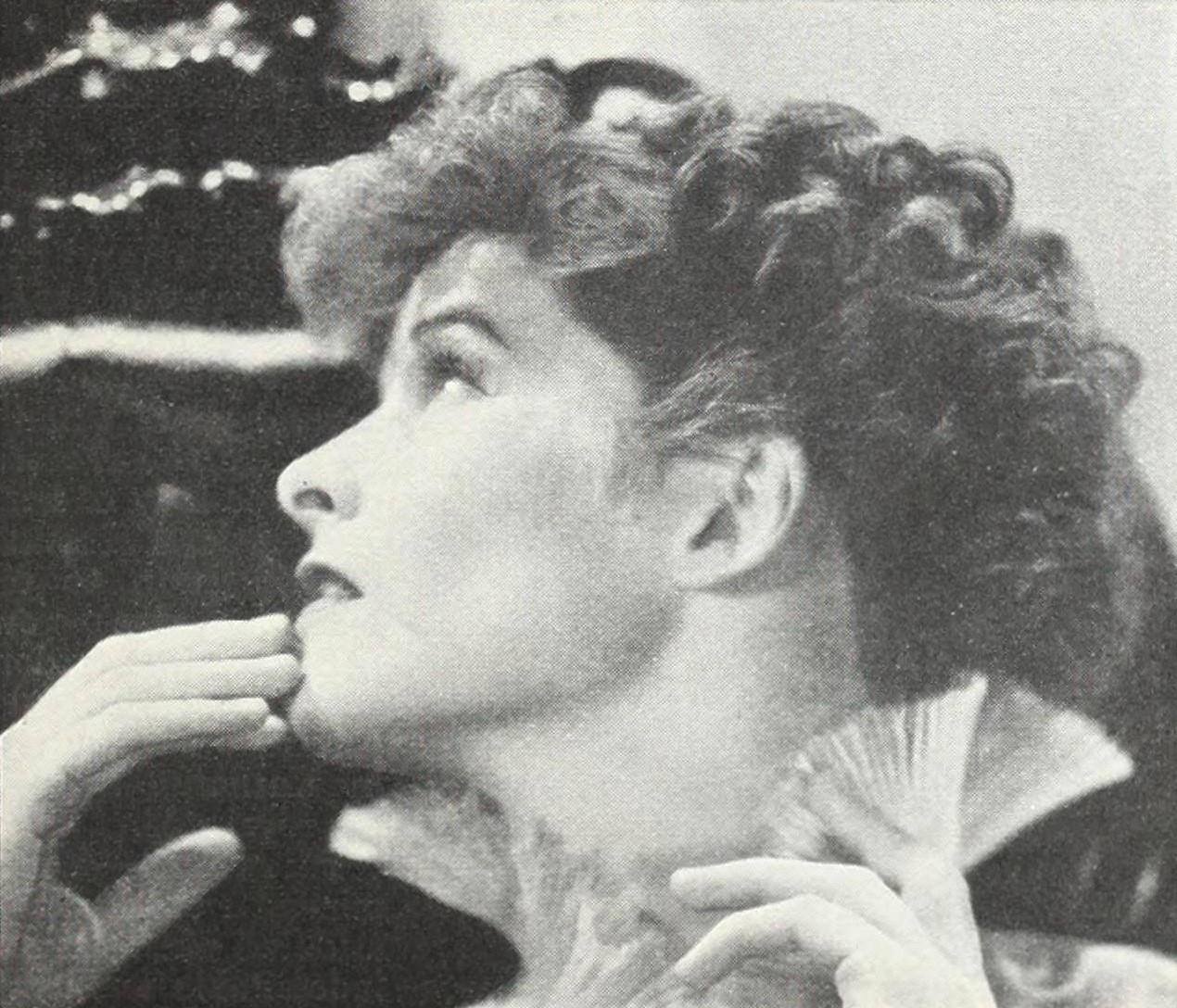
Katharine Hepburn seule actrice à avoir remporté 4 fois l'Oscar de la meilleure actrice (1934, 1968, 1969 et 1982).

| Année | Actrice            | Rôle                                      | Film                               |
| ----- | ------------------ | ----------------------------------------- | ---------------------------------- |
| 2020  | Renée Zellweger    | Judy Garland                              | Judy                               |
| 2020  | Cynthia Erivo      | Harriet Tubman                            | Harriet                            |
| 2020  | Scarlett Johansson | Nicole Barber                             | Marriage Story                     |
| 2020  | Saoirse Ronan      | Joséphine March                           | Les Filles du Docteur March        |
| 2020  | Charlize Theron    | Megyn Kelly                               | Scandale                           |
| 2021  | Frances McDormand  | Fern                                      | Nomadland                          |
| 2021  | Viola Davis        | Ma Rainey                                 | Le Blues de Ma Rainey              |
| 2021  | Andra Day          | Billie Holiday                            | Billie Holiday, une affaire d'État |
| 2021  | Vanessa Kirby      | Marta                                     | Pieces of a Woman                  |
| 2021  | Carey Mulligan     | Cassie                                    | Promising Young Woman              |
| 2022  | Jessica Chastain   | Tammy Faye Messner                        | Dans les yeux de Tammy Faye        |
| 2022  | Olivia Colman      | Leda Caruso                               | The Lost Daughter                  |
| 2022  | Penélope Cruz      | Janis Martinez                            | Madres paralelas                   |
| 2022  | Nicole Kidman      | Lucille Ball                              | Being the Ricardos                 |
| 2022  | Kristen Stewart    | Diana Spencer                             | Spencer                            |
| 2023  | Michelle Yeoh      | Evelyn Wang                               | Everything Everywhere All at Once  |
| 2023  | Cate Blanchett     | Lydia Tár                                 | Tár                                |
| 2023  | Ana de Armas       | Marilyn Monroe                            | Blonde                             |
| 2023  | Andrea Riseborough | Leslie Rowlands                           | To Leslie                          |
| 2023  | Michelle Williams  | Mitzi Schildkraut-Fabelman                | The Fabelmans                      |
| 2024  | Emma Stone         | Bella Baxter                              | Pauvres Créatures                  |
| 2024  | Annette Bening     | Diana Nyad                                | Insubmersible                      |
| 2024  | Lily Gladstone     | Mollie Burkhart                           | Killers of the Flower Moon         |
| 2024  | Sandra Hüller      | Sandra Voyter                             | Anatomie d'une chute               |
| 2024  | Carey Mulligan     | Felicia Montealegre                       | Maestro                            |
| 2025  | Mikey Madison      | Anora « Ani » Mikheeva                    | Anora                              |
| 2025  | Cynthia Erivo      | Elphaba / la Méchante sorcière de l'Ouest | Wicked                             |
| 2025  | Karla Sofía Gascón | Emilia Pérez                              | Emilia Pérez                       |
| 2025  | Demi Moore         | Elisabeth Sparkle                         | The Substance                      |
| 2025  | Fernanda Torres    | Eunice Paiva                              | Je suis toujours là                |

## Historique
À ce jour, Katharine Hepburn cumule le plus grand nombre de trophées dans cette catégorie avec 4 victoires en 1934, 1968, 1969 et 1982 (absente à chaque cérémonie, elle n'a jamais reçu le trophée en personne).
Suit Frances McDormand, récompensée à trois reprises par l'Oscar de la meilleure actrice (1997, 2018 et 2021).

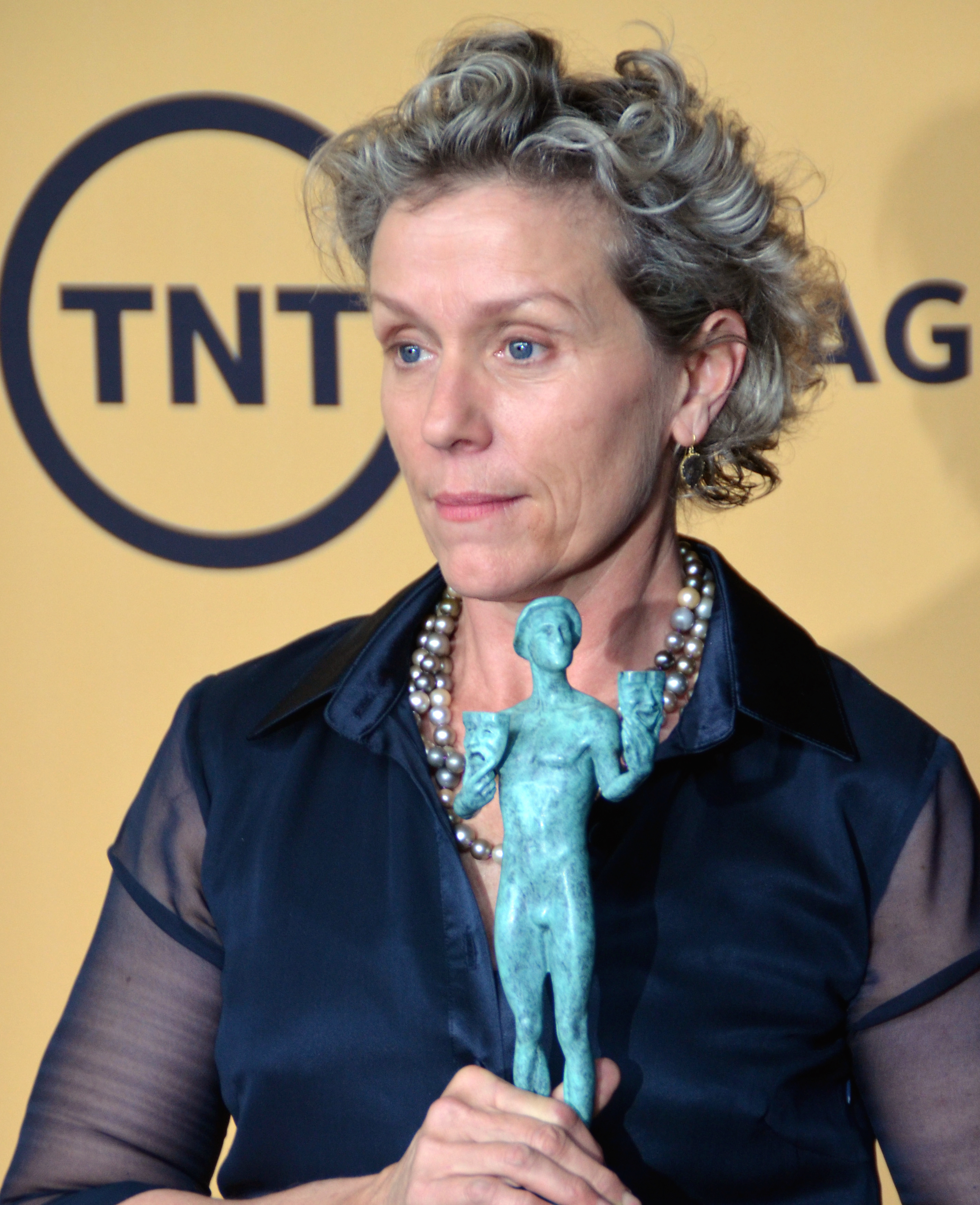
Frances McDormand, deuxième actrice la plus récompensée avec trois victoires en 1997, 2018 et 2021.

Ont ensuite reçu chacune deux statuettes du meilleur premier rôle :
- Luise Rainer (1937 et 1938) ;
- Bette Davis (1936 et 1939) ;
- Olivia de Havilland (1947 et 1950) ;
- Vivien Leigh (1940 et 1952) ;
- Ingrid Bergman (1945 et 1957) ;
- Elizabeth Taylor (1961 et 1967) ;
- Glenda Jackson (1971 et 1974) ;
- Jane Fonda (1972 et 1979) ;
- Sally Field (1980 et 1985) ;
- Jodie Foster (1989 et 1992) ;
- Hilary Swank (2000 et 2005) ;
- Meryl Streep (1983 et 2012).
- Emma Stone (2017 et 2024).

Luise Rainer et Katharine Hepburn sont les seules à avoir obtenu deux Oscars de la meilleure actrice deux années consécutives.

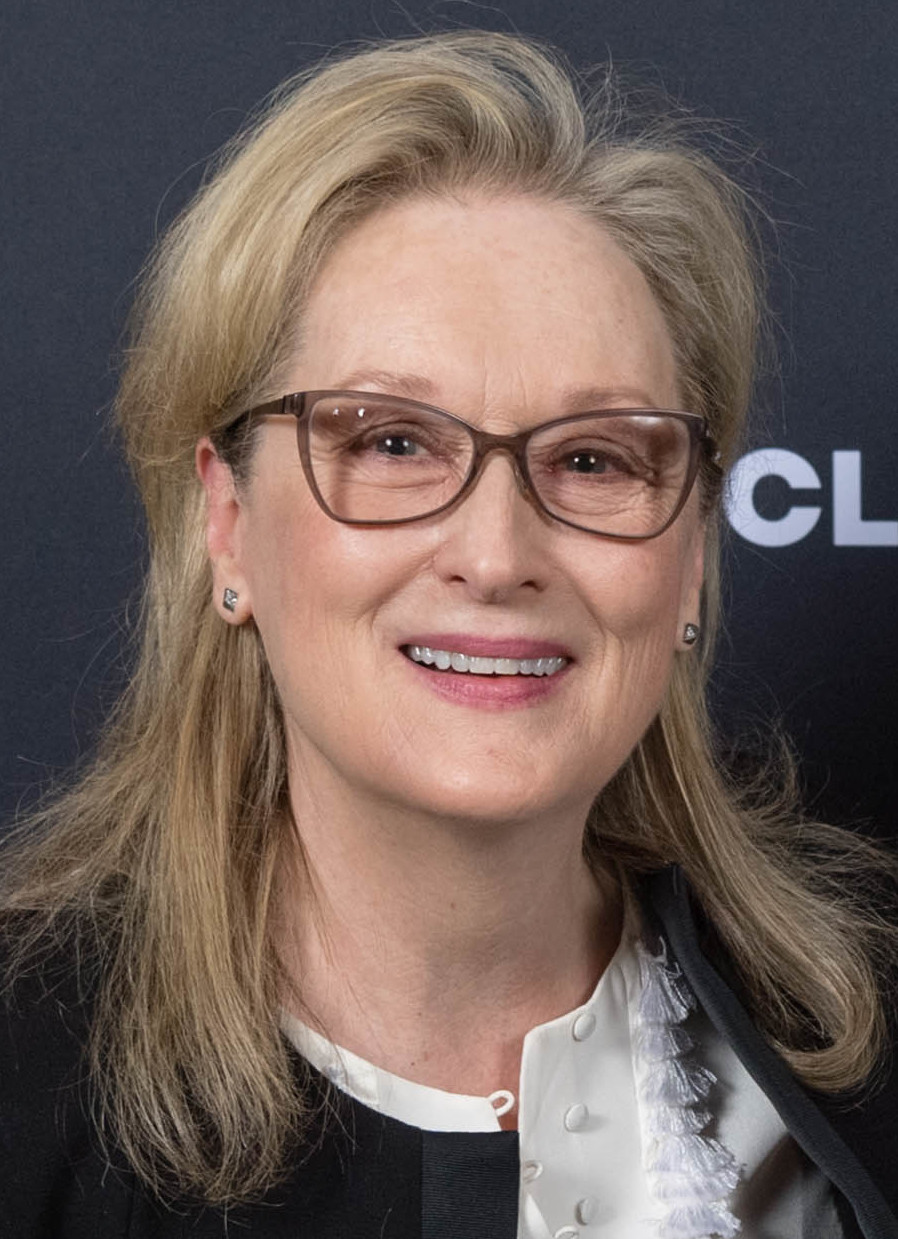
Meryl Streep, actrice la plus nommée pour le prix avec 21 nominations et deux victoires comme meilleure actrice.

Meryl Streep est l’actrice la plus nommée de l’histoire de la cérémonie avec 21 nominations dont 17 en tant que meilleure actrice, dépassant en 2010 Katharine Hepburn, longtemps détentrice du record dans cette catégorie avec 12 sélections. En nombre de récompenses reçues, Hepburn est suivie par 
Frances McDormand , avec trois statuettes pour un rôle principal. Ingrid Bergman et Meryl Streep, quant à elles, sont chacune détentrices de trois oscars : deux en tant que « meilleure actrice » et un en tant meilleure actrice dans un second rôle.
Bien que la comédie musicale soit un genre très prisé par l'AMPAS, seules quatre comédiennes ont réussi à remporter l'Oscar pour leurs rôles dans une comédie musicale :
- Julie Andrews en 1965 pour Mary Poppins ;
- Barbara Streisand en 1969 pour Funny Girl ;
- Liza Minelli en 1973 pour Cabaret ;
- Emma Stone en 2017 pour La La Land.

Sept comédiennes ont réussi un doublé : celui d’avoir gagné, au cours de leur carrière, l’Oscar de la meilleure actrice et celui de la meilleure actrice dans un second rôle :
- Helen Hayes (1932 et 1971) ;
- Ingrid Bergman (1945, 1957 et 1975) ;
- Maggie Smith (1970 et 1979) ;
- Meryl Streep (1980, 1983 et 2012) ;
- Jessica Lange (1983 et 1995) ;
- Cate Blanchett (2005 et 2014) ;
- Renée Zellweger (2004 et 2020).

Onze actrices françaises ont pu prétendre au titre :
- Claudette Colbert (1935, 1936, 1945) ;
- Leslie Caron (1954 et 1964) ;
- Simone Signoret (1960, 1966) ;
- Anouk Aimée (1967) ;
- Isabelle Adjani (1976, 1990) ;
- Marie-Christine Barrault (1977) ;
- Catherine Deneuve (1993) ;
- Juliette Binoche (2001) ;
- Marion Cotillard (2008, 2015) ;
- Emmanuelle Riva (2013) ;
- Isabelle Huppert (2017) ;

Plusieurs actrices ont pu concourir à l'Oscar de la meilleure actrice pour le même rôle :
- Winona Ryder en 1994 et Saoirse Ronan en 2020 pour le rôle de Joséphine March dans des remakes des Les Filles du docteur March.
- Diana Ross en 1972 et Andra Day en 2021 pour le rôle de Billie Holiday dans deux biographies consacrées à la chanteuse.
- Michelle Williams en 2012 et Ana de Armas en 2022 pour le rôle de Marilyn Monroe dans deux biographies consacrées à l'actrice.

L’actrice la plus âgée à avoir été distinguée à ce jour est Jessica Tandy, couronnée à 80 ans en 1990 pour Miss Daisy et son chauffeur. La plus jeune (et par ailleurs unique comédienne sourde à avoir été oscarisée) est Marlee Matlin, honorée à 21 ans en 1987 pour Les Enfants du silence.
La seule interprète afro-américaine à avoir été récompensée dans cette catégorie est Halle Berry pour À l'ombre de la haine en 2002. La première nommée à ce titre fut Dorothy Dandridge pour Carmen Jones en 1955.
La seule interprète asiatique à avoir été récompensée dans cette catégorie est Michelle Yeoh pour Everything Everywhere All at Once en 2023. La première nommée à ce titre fut Merle Oberon pour L'Ange des ténèbres (film, 1935) en 1936.
En 95 cérémonies, seules deux actrices ont été récompensées pour un rôle parlant non anglophone : Sophia Loren en 1962 pour La Ciociara, tourné en italien, et Marion Cotillard en 2008 pour La Môme (rebaptisé « La Vie en rose » aux États-Unis), tourné en français.
En 2013, pour la 85e cérémonie, la comédienne la plus âgée et l'actrice la plus jeune jamais nommées dans cette catégorie se retrouvent en compétition : Emmanuelle Riva, 86 ans, nommée pour Amour et Quvenzhané Wallis, 9 ans, pour Les Bêtes du sud sauvage.
Hormis les actrices lauréates ou nommées entre 1929 et 1951 : toutes ont pu obtenir une nomination au Bafta de la meilleure actrice, et Golden Globe soit de la meilleure actrice dramatique soit de comédie avant d'être nommer ou remporter l'Oscar de la meilleure actrice. La nomination d'Andrea Riseborough a créé la polémique car To Leslie (2023) n'avait pas été présenté dans les festivals traditionnels. Pendant un temps, l'AMPAS avait songé à annuler la nomination de l'actrice, pensant qu'elle avait été victime de fraude sur les réseaux sociaux. Après commission d'enquête, cette dernière sera maintenue.
En 2025, l'actrice espagnole Karla Sofía Gascón devient la première actrice transgenre à être nommée à l'Oscar de la meilleure actrice[réf. souhaitée].
Par ailleurs, l'actrice brésilienne Fernanda Torres est nommée dans la même catégorie que sa mère, Fernanda Montenegro, vingt-six ans après cette dernière.

## Récompenses et nominations multiples
Ce tableau liste les personnes ayant reçu deux nominations ou plus à l'Oscar de la meilleure actrice, avec les éventuelles victoires marquées en gras et la liste des films nommés par ordre chronologique.
| Actrice             | Nominations | Victoires | Films |
| ------------------- | ----------- | --------- | --- |
| Meryl Streep        | 17          | 2         | - La Maîtresse du lieutenant français - Le Choix de Sophie - Le Mystère Silkwood - Out of Africa - Ironweed - Un cri dans la nuit - Bons Baisers d'Hollywood - Sur la route de Madison - Contre-jour - La Musique de mon cœur - Le Diable s'habille en Prada - Doute - Julie et Julia - La Dame de fer - Un été à Osage County - Florence Foster Jenkins - Pentagon Papers |
| Katharine Hepburn   | 12          | 4         | - Gloire éphémère - Désirs secrets - Indiscrétions - La Femme de l'année - L'Odyssée de l'African Queen - Vacances à Venise - Le Faiseur de pluie - Soudain l'été dernier - Long Voyage vers la nuit - Devine qui vient dîner... - Le Lion en hiver - La Maison du lac |
| Bette Davis         | 11          | 2         | - L'Emprise - L'Intruse - L'Insoumise - Victoire sur la nuit - La Lettre - La Vipère - Une femme cherche son destin - Femme aimée est toujours jolie - Ève - La Star - Qu'est-il arrivé à Baby Jane ? |
| Greer Garson        | 7           | 1         | - Au revoir Mr. Chips - Les Oubliés - Madame Miniver - Madame Curie - Madame Parkington - La Vallée du jugement - Sunrise at Campobello |
| Ingrid Bergman      | 6           | 2         | - Pour qui sonne le glas - Hantise - Les Cloches de Sainte-Marie - Jeanne d'Arc - Anastasia - Sonate d'automne |
| Jane Fonda          | 6           | 2         | - On achève bien les chevaux - Klute - Julia - Retour - Le Syndrome chinois - Le Lendemain du crime |
| Norma Shearer       | 6           | 1         | - La Divorcée - Their Own Desire - Âmes libres - Miss Barret - Roméo et Juliette - Marie-Antoinette |
| Sissy Spacek        | 6           | 1         | - Carrie au bal du diable - Nashville Lady - Missing - La Rivière - Crimes du cœur - In The Bedroom |
| Deborah Kerr        | 6           | 0         | - Édouard, mon fils - Tant qu'il y aura des hommes - Le Roi et moi - Dieu seul le sait - Tables séparées - Horizons sans frontières |
| Elizabeth Taylor    | 5           | 2         | - L'Arbre de vie - La Chatte sur un toit brûlant - Soudain l'été dernier - La Vénus au vison - Qui a peur de Virginia Woolf ? |
| Anne Bancroft       | 5           | 1         | - Miracle en Alabama - Le Mangeur de citrouilles - Le Lauréat - Le Tournant de la vie - Agnès de Dieu |
| Cate Blanchett      | 5           | 1         | - Elizabeth - Elizabeth : L'Âge d'or - Blue Jasmine - Carol - Tár |
| Ellen Burstyn       | 5           | 1         | - L'Exorciste - Alice n'est plus ici - Même heure, l'année prochaine - Résurrection - Requiem for a Dream |
| Susan Hayward       | 5           | 1         | - Une vie perdue - Tête folle - Un refrain dans mon cœur - Une femme en enfer - Je veux vivre ! |
| Audrey Hepburn      | 5           | 1         | - Vacances romaines - Sabrina - Au risque de se perdre - Diamants sur canapé - Seule dans la nuit |
| Jessica Lange       | 5           | 1         | - Frances - Les Moissons de la colère - Sweet Dreams - Music Box - Blue Sky |
| Shirley MacLaine    | 5           | 1         | - Comme un torrent - La Garçonnière - Irma la Douce - Le Tournant de la vie - Tendres Passions |
| Susan Sarandon      | 5           | 1         | - Atlantic City - Thelma et Louise - Lorenzo - Le Client - La Dernière Marche |
| Judi Dench          | 5           | 0         | - La Dame de Windsor - Iris - Madame Henderson présente - Chronique d'un scandale - Philomena |
| Irene Dunne         | 5           | 0         | - La Ruée vers l'Ouest - Theodora devient folle - Cette sacrée vérité - Elle et lui - Tendresse |
| Olivia de Havilland | 4           | 2         | - Par la porte d'or - À chacun son destin - La Fosse aux serpents - L'Héritière |
| Glenda Jackson      | 4           | 2         | - Love - Un dimanche comme les autres - Une maîtresse dans les bras, une femme sur le dos - Hedda |
| Julie Christie      | 4           | 1         | - Darling chérie - John McCabe - L'Amour... et après - Loin d'elle |
| Jennifer Jones      | 4           | 1         | - Le Chant de Bernadette - Le Poids d'un mensonge - Duel au soleil - La Colline de l'adieu |
| Diane Keaton        | 4           | 1         | - Annie Hall - Reds - Simples Secrets - Tout peut arriver |
| Nicole Kidman       | 4           | 1         | - Moulin Rouge - The Hours - Rabbit Hole - Hollywood 1953 |
| Geraldine Page      | 4           | 1         | - Été et Fumées - Doux Oiseau de jeunesse - Intérieurs - Mémoires du Texas |
| Kate Winslet        | 4           | 1         | - Titanic - Eternal Sunshine of the Spotless Mind - Little Children - The Reader |
| Joanne Woodward     | 4           | 1         | - Les Trois Visages d'Ève - Rachel, Rachel - Summer Wishes, Winter Dreams - Mr and Mrs Bridge |
| Jane Wyman          | 4           | 1         | - Jody et le Faon - Johnny Belinda - La Femme au voile bleu - Le Secret magnifique |
| Annette Bening      | 4           | 0         | - American Beauty - Adorable Julia - Tout va bien ! The Kids are All Right - Nyad |
| Glenn Close         | 4           | 0         | - Liaison fatale - Les Liaisons dangereuses - Albert Nobbs - The Wife |
| Greta Garbo         | 4           | 0         | - Anna Christie - Romance - Le Roman de Marguerite Gautier - Ninotchka |
| Marsha Mason        | 4           | 0         | - Permission d'aimer - Adieu, je reste - Chapter Two - Du rire aux larmes |
| Vanessa Redgrave    | 4           | 0         | - Morgan - Isadora - Marie Stuart, reine d'Écosse - Les Bostoniennes |
| Rosalind Russell    | 4           | 0         | - Ma sœur est capricieuse - Sister Kenny - Le deuil sied à Électre - Ma tante |
| Barbara Stanwyck    | 4           | 0         | - Stella Dallas - Boule de feu - Assurance sur la mort - Raccrochez, c'est une erreur ! |
| Frances McDormand   | 3           | 3         | - Fargo - Three Billboards : Les Panneaux de la vengeance - Nomadland |
| Jodie Foster        | 3           | 2         | - Les Accusés - Le Silence des agneaux - Nell |
| Julie Andrews       | 3           | 1         | - Mary Poppins - La Mélodie du bonheur - Victor Victoria |
| Claudette Colbert   | 3           | 1         | - New York-Miami - Mondes privés - Depuis ton départ |
| Joan Crawford       | 3           | 1         | - Le Roman de Mildred Pierce - La Possédée - Le Masque arraché |
| Faye Dunaway        | 3           | 1         | - Bonnie et Clyde - Chinatown - Network : Main basse sur la télévision |
| Joan Fontaine       | 3           | 1         | - Rebecca - Soupçons - Tessa, la nymphe au cœur fidèle |
| Jennifer Lawrence   | 3           | 1         | - Winter's Bone - Happiness Therapy - Joy |
| Julianne Moore      | 3           | 1         | - La Fin d'une liaison - Loin du paradis - Still Alice |
| Charlize Theron     | 3           | 1         | - Monster - L'Affaire Josey Aimes - Scandale |
| Emma Thompson       | 3           | 1         | - Retour à Howards End - Les Vestiges du jour - Raison et Sentiments |
| Renée Zellweger     | 3           | 1         | - Le Journal de Bridget Jones - Chicago - Judy |
| Carey Mulligan      | 3           | 0         | - Une éducation - Promising Young Woman - Maestro |
| Eleanor Parker      | 3           | 0         | - Femmes en cage - Histoire de détective - Mélodie interrompue |
| Saoirse Ronan       | 3           | 0         | - Brooklyn - Lady Bird - Les Filles du docteur March |
| Gloria Swanson      | 3           | 0         | - Faiblesse humaine - L'Intruse - Boulevard du crépuscule |
| Michelle Williams   | 3           | 0         | - Blue Valentine - My Week with Marilyn - The Fabelmans |
| Debra Winger        | 3           | 0         | - Officier et Gentleman - Tendres Passions - Les Ombres du cœur |
| Sally Field         | 2           | 2         | - Norma Rae - Les Saisons du cœur |
| Vivien Leigh        | 2           | 2         | - Autant en emporte le vent - Un tramway nommé Désir |
| Luise Rainer        | 2           | 2         | - Le Grand Ziegfeld - Visages d'Orient |
| Emma Stone          | 2           | 2         | - La La Land - Pauvres Créatures |
| Hilary Swank        | 2           | 2         | - Boys Don't Cry - Million Dollar Baby |
| Sandra Bullock      | 2           | 1         | - The Blind Side - Gravity |
| Jessica Chastain    | 2           | 1         | - Zero Dark Thirty - Dans les yeux de Tammy Faye |
| Olivia Colman       | 2           | 1         | - La Favorite - The Lost Daughter |
| Marion Cotillard    | 2           | 1         | - La Môme - Deux jours, une nuit |
| Marie Dressler      | 2           | 1         | - Min and Bill - Mes petits |
| Janet Gaynor        | 2           | 1         | - L'Heure suprême / L'Ange de la rue / L'Aurore - Une étoile est née |
| Holly Hunter        | 2           | 1         | - Broadcast News - La Leçon de piano |
| Sophia Loren        | 2           | 1         | - La ciociara - Mariage à l'italienne |
| Anna Magnani        | 2           | 1         | - La Rose tatouée - Car sauvage est le vent |
| Liza Minnelli       | 2           | 1         | - Pookie - Cabaret |
| Helen Mirren        | 2           | 1         | - The Queen - Tolstoï, le dernier automne |
| Patricia Neal       | 2           | 1         | - Le Plus Sauvage d'entre tous - Trois Étrangers |
| Natalie Portman     | 2           | 1         | - Black Swan - Jackie |
| Julia Roberts       | 2           | 1         | - Pretty Woman - Erin Brockovich, seule contre tous |
| Simone Signoret     | 2           | 1         | - Les Chemins de la haute ville - La Nef des fous |
| Maggie Smith        | 2           | 1         | - Les Belles Années de miss Brodie - Voyages avec ma tante |
| Barbra Streisand    | 2           | 1         | - Funny Girl - Nos plus belles années |
| Reese Witherspoon   | 2           | 1         | - Walk the Line - Wild |
| Loretta Young       | 2           | 1         | - Ma femme est un grand homme - Les Sœurs casse-cou |
| Isabelle Adjani     | 2           | 0         | - L'Histoire d'Adèle H. - Camille Claudel |
| Jane Alexander      | 2           | 0         | - L'Insurgé - Le Dernier Testament |
| Leslie Caron        | 2           | 0         | - Lili - La Chambre indiscrète |
| Ruth Chatterton     | 2           | 0         | - Madame X - Sarah and Son |
| Jill Clayburgh      | 2           | 0         | - Une femme libre - Merci d'avoir été ma femme |
| Penélope Cruz       | 2           | 0         | - Volver - Madres paralelas |
| Viola Davis         | 2           | 0         | - La Couleur des sentiments - Le Blues de Ma Rainey |
| Cynthia Erivo       | 2           | 0         | - Harriet - Wicked |
| Laura Linney        | 2           | 0         | - Tu peux compter sur moi - La Famille Savage |
| Bette Midler        | 2           | 0         | - The Rose - For the Boys |
| Michelle Pfeiffer   | 2           | 0         | - Susie et les Baker Boys - Love Field |
| Gena Rowlands       | 2           | 0         | - Une femme sous influence - Gloria |
| Liv Ullmann         | 2           | 0         | - Les Émigrants - Face à face |
| Emily Watson        | 2           | 0         | - Breaking the Waves - Hilary et Jackie |
| Naomi Watts         | 2           | 0         | - 21 Grammes - The Impossible |
| Sigourney Weaver    | 2           | 0         | - Aliens, le retour - Gorilles dans la brume |
| Natalie Wood        | 2           | 0         | - La Fièvre dans le sang - Une certaine rencontre |

## Lauréates par nationalité
Les Oscars se déroulant aux États-Unis, ils sont le reflet de la production cinématographique de ce pays et la majorité des personnes primées sont étasuniennes. Cependant, plusieurs lauréates de l'Oscar de la meilleure actrice sont d'une ou plusieurs autres nationalités :
- Afrique du Sud : Charlize Theron (double nationalité sud-africaine et américaine)
- Allemagne : Luise Rainer, Sandra Bullock (double nationalité allemande et américaine)
- Australie : Nicole Kidman (double nationalité australienne et américaine), Cate Blanchett
- Canada : Marie Dressler, Mary Pickford (double nationalité canadienne et américaine), Norma Shearer
- France : Claudette Colbert (nationalité française puis américaine), Olivia de Havilland (triple nationalité britannique, américaine et française), Simone Signoret, Marion Cotillard
- Inde : Julie Christie (double nationalité britannique et indienne)
- Italie : Sophia Loren, Anna Magnani
- Israël : Natalie Portman (double nationalité israélienne et américaine)
- Malaisie : Michelle Yeoh
- Suède : Ingrid Bergman
- Royaume-Uni : Julie Andrews, Julie Christie (double nationalité britannique et indienne), Olivia Colman, Olivia de Havilland (née au Japon et triple nationalité britannique, américaine et française), Joan Fontaine (née au Japon et double nationalité britannique et américaine), Greer Garson, Audrey Hepburn (britannique mais née en Belgique), Glenda Jackson, Vivien Leigh (britannique mais née en Inde), Helen Mirren, Julianne Moore (double nationalité britannique et américaine) Maggie Smith, Jessica Tandy, Elizabeth Taylor (double nationalité britannique et américaine), Emma Thompson, Kate Winslet